# 60e méridien ouest
En géographie, le 60e méridien ouest est le méridien joignant les points de la surface de la Terre dont la longitude est égale à 60° ouest.

## Géographie

### Dimensions
Comme tous les autres méridiens, la longueur du 60e méridien correspond à une demi-circonférence terrestre, soit 20 003,932 km. Au niveau de l'équateur, il est distant du méridien de Greenwich de 6 679 km,.
Avec le 120e méridien est, il forme un grand cercle passant par les pôles géographiques terrestres.

## Régions traversées
En commençant par le pôle Nord et descendant vers le sud au pôle Sud, Le 60e méridien ouest passe par:
| Coordonnées          | Pays, territoire ou mer | Notes |
| -------------------- | ----------------------- | --- |
| 90° 00′ N, 60° 00′ O | Océan Arctique          | |
| 83° 28′ N, 60° 00′ O | Mer de Lincoln          | |
| 81° 56′ N, 60° 00′ O | Groenland               | Péninsule Hall (en) |
| 75° 56′ N, 60° 00′ O | Mer de Baffin           | |
| 70° 00′ N, 60° 00′ O | Détroit de Davis        | |
| 60° 00′ N, 60° 00′ O | Océan Atlantique        | Mer du Labrador |
| 55° 24′ N, 60° 00′ O | Canada                  | Terre-Neuve-et-Labrador — Labrador Quebec — à partir de 52° 00′ N, 60° 00′ O |
| 50° 14′ N, 60° 00′ O | Golfe du Saint-Laurent  | Passe juste à l'est de Île Saint-Paul, Nouvelle-Écosse, Canada (à 47° 13′ N, 60° 08′ O) |
| 47° 14′ N, 60° 00′ O | Détroit de Cabot        | |
| 46° 13′ N, 60° 00′ O | Canada                  | Nouvelle-Écosse — Île du Cap-Breton |
| 45° 53′ N, 60° 00′ O | Océan Atlantique        | |
| 43° 57′ N, 60° 00′ O | Canada                  | Île de Sable, Nouvelle-Écosse |
| 43° 56′ N, 60° 00′ O | Océan Atlantique        | |
| 8° 33′ N, 60° 00′ O  | Venezuela               | |
| 8° 06′ N, 60° 00′ O  | Guyana                  | Territoire revendiqué par le Venezuela |
| 5° 05′ N, 60° 00′ O  | Brésil                  | Roraima — sur environ 18 km |
| 4° 55′ N, 60° 00′ O  | Guyana                  | Territoire revendiqué par le Venezuela |
| 4° 30′ N, 60° 00′ O  | Brésil                  | Roraima Amazonie — à partir de 0° 14′ N, 60° 00′ O, Passe juste à l'est de Manaus à 3° 06′ S, 60° 01′ O Mato Grosso — à partir de 8° 46′ S, 60° 00′ O Rondônia — à partir de 11° 08′ S, 60° 00′ O Mato Grosso — à partir de 11° 28′ S, 60° 00′ O Rondônia — à partir de 11° 50′ S, 60° 00′ O Mato Grosso — à partir de 12° 41′ S, 60° 00′ O |
| 16° 16′ S, 60° 00′ O | Bolivie                 | |
| 19° 18′ S, 60° 00′ O | Paraguay                | |
| 24° 02′ S, 60° 00′ O | Argentine               | |
| 38° 51′ S, 60° 00′ O | Océan Atlantique        | |
| 51° 18′ S, 60° 00′ O | Malouines               | Île Keppel et la Grande Malouine — revendiquées par l' Argentine |
| 52° 00′ S, 60° 00′ O | Océan Atlantique        | |
| 60° 00′ S, 60° 00′ O | Océan Austral           | |
| 62° 27′ S, 60° 00′ O | Îles Shetland du Sud    | Île Greenwich and Île Livingston — Liste des territoires revendiqués par l' Argentine, le Chili et le Royaume-Uni |
| 62° 40′ S, 60° 00′ O | Océan Austral           | |
| 63° 51′ S, 60° 00′ O | Antarctique             | Péninsule Antarctique — Liste des territoires revendiqués par l' Argentine, le Chili et le Royaume-Uni |
| 65° 50′ S, 60° 00′ O | Océan Austral           | Mer de Weddell |
| 68° 05′ S, 60° 00′ O | Antarctique             | Territoire Liste des territoires revendiqué par l' Argentine, le Chili et le Royaume-Uni |
| 69° 01′ S, 60° 00′ O | Océan Austral           | Mer de Weddell |
| 72° 49′ S, 60° 00′ O | Antarctique             | Territoire Liste des territoires revendiqué par l' Argentine, le Chili et le Royaume-Uni |
| 73° 17′ S, 60° 00′ O | Océan Austral           | Mer de Weddell |
| 75° 19′ S, 60° 00′ O | Antarctique             | Territoire Liste des territoires revendiqué par l' Argentine, le Chili et le Royaume-Uni |